# Военные репарации Финляндии Советскому Союзу

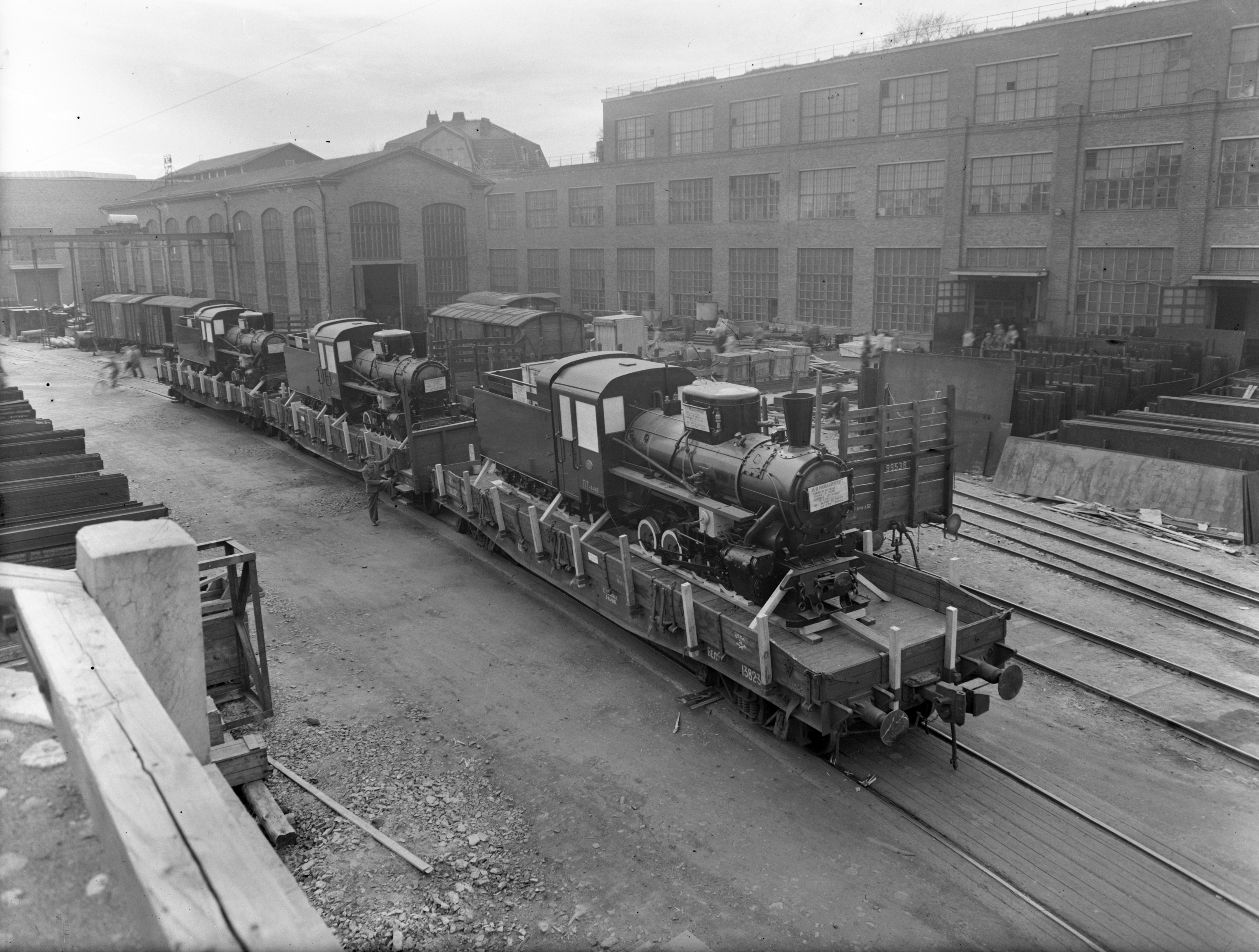
Паровые локомотивы Tampella отправляются в качестве военных репараций в СССР в 1951 году

Военные репарации Финляндии Советскому Союзу (фин. Suomen sotakorvaukset) — репарации, выплаченные Финляндией в натуральной форме Советскому Союзу после Советско-финской войны 1941—1944 гг.

## История
Во время сентябрьских переговоров о перемирии, состоявшихся в 1944 году в Москве, была достигнута договорённость о том, что Финляндия обязуется в течение шести лет поставить СССР товаров на сумму 300 млн долларов (изначально советская сторона называла сумму 600 млн).
Это соглашение было подтверждено, детализировано и подписано во время серии декабрьских встреч премьер-министра Финляндии Ю. К. Паасикиви и председателя Союзной контрольной комиссии А. А. Жданова в Хельсинки. Срок репараций увеличился до восьми лет, а в 1948 году СССР согласился снизить объём репараций до 226,5 млн долларов.
Последний эшелон с поставками пересек границу в Вайниккале 18 сентября 1952 года.

## Структура
Важной статьей репараций была поставка следующих комплектных заводов:
| Количество заводов | Продукция                  | Годовая производительность       |
| ------------------ | -------------------------- | -------------------------------- |
| 3                  | Сульфидированная целлюлоза | 40 000 тонн отбеленной целлюлозы |
| 2                  | Картон                     | 58 000 тонн картона              |
| 2                  | Целлюлоза                  | 50 000 тонн целлюлозы            |
| 4                  | Бумага                     | 30 000 тонн бумаги               |
| 17                 | Сборные дома               | 1800 домов площадью 50 м²        |
| 6                  | Фанера                     | 12-15 тыс. м³                    |
| 2                  | Древесная мука             | 2000 тонн                        |

Также было поставлено 2600 км силового кабеля, 34 375 тонн медного провода, 1700 км сигнального кабеля, целлюлозной массы и бумаги на 34,9 млн долларов, продукции деревообрабатывающей промышленности на 28 млн долларов. В 1945 году репарационные выплаты составили почти 21% государственных расходов страны. В следующие годы этот показатель заметно понизился, но только в 1950 году он сократился до показателей менее 10% государственных расходов.
Финляндия была единственной страной, которая выполнила все оговорённые репарационные обязательства. Необходимость выполнения репарационных соглашений традиционно рассматривается как один из стимулов бурного роста финской промышленности в послевоенное время.

### Репарационный флот
В качестве репараций Финляндия передала СССР около двух третей (по тоннажу) своего флота и построила новых кораблей на сумму в 66 млн долларов США. 

#### Ледоколы
- SS Turso — портовый ледокол, первоначально построенный для использования в Финляндии, 8 февраля 1945 года, передан Советскому Союзу в Ленинграде, выкуплен обратно в Финляндию в 2004 году. С 2006 года в гавани Хиеталахти, Хельсинки. В Советском Союзе был перименован в «Тайфун».
- Паровой ледокол Jääkarhu, спущен на воду 26 августа 1925 года. Передан СССР в 1945 году, в 1945–1971 гг носил название «Сибиряков».
- Паровой ледокол Voima, спущен на воду 15 декабря 1923 года. Передан СССР в 1945 году, в 1945–1972 гг носил название «Малыгин».

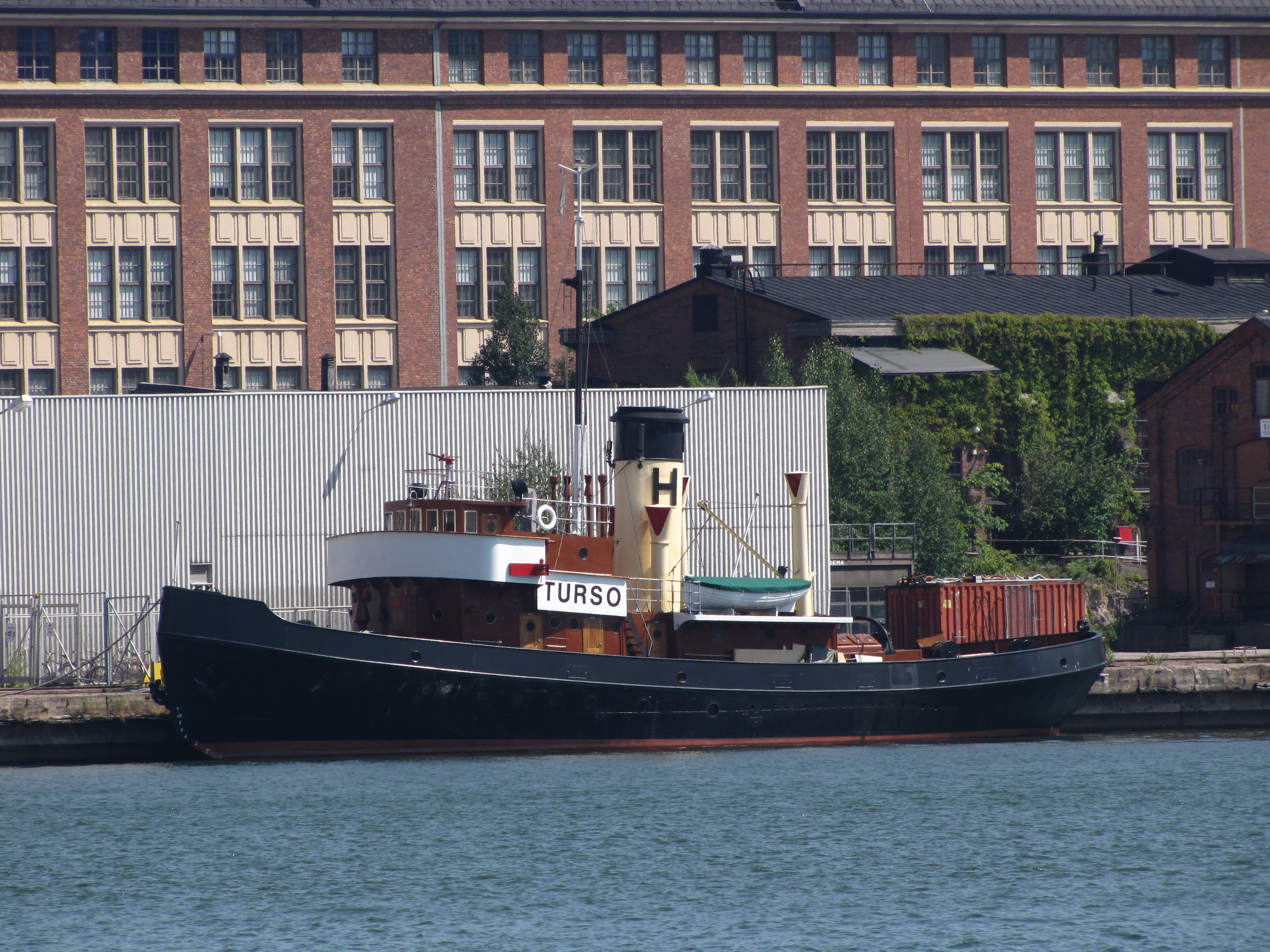
«Турсо»
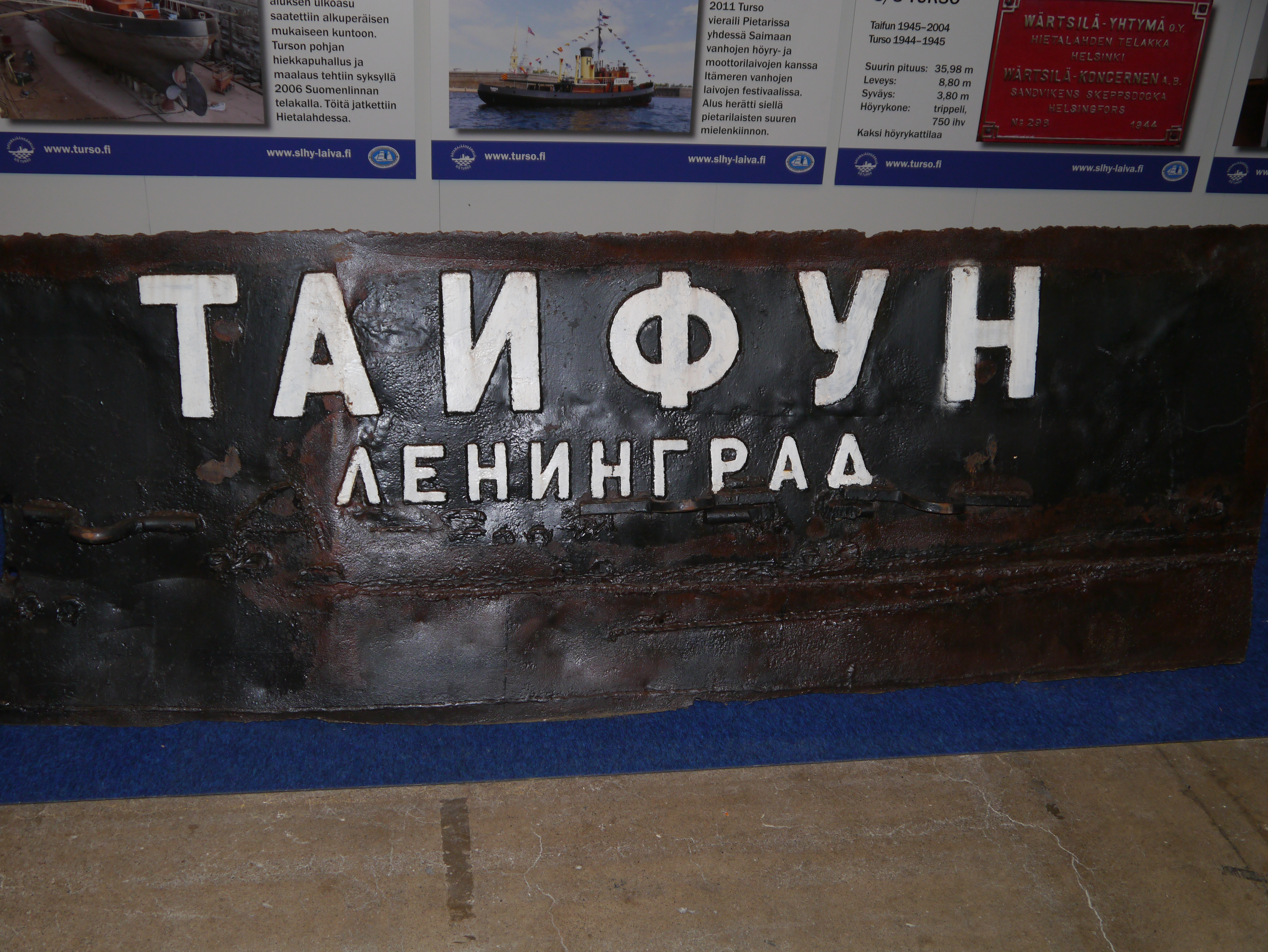
Кормовая табличка с «Тайфуна»(«Турсо»)
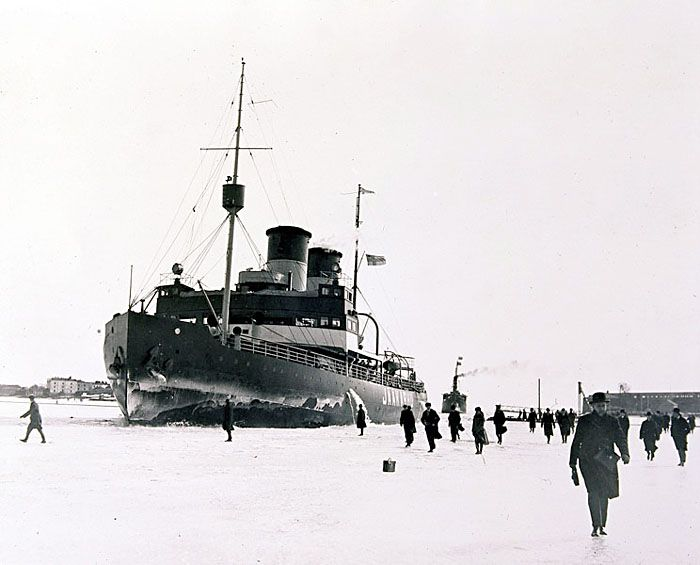
«Яакарху» (в 1945–1971 гг «Сибиряков» )
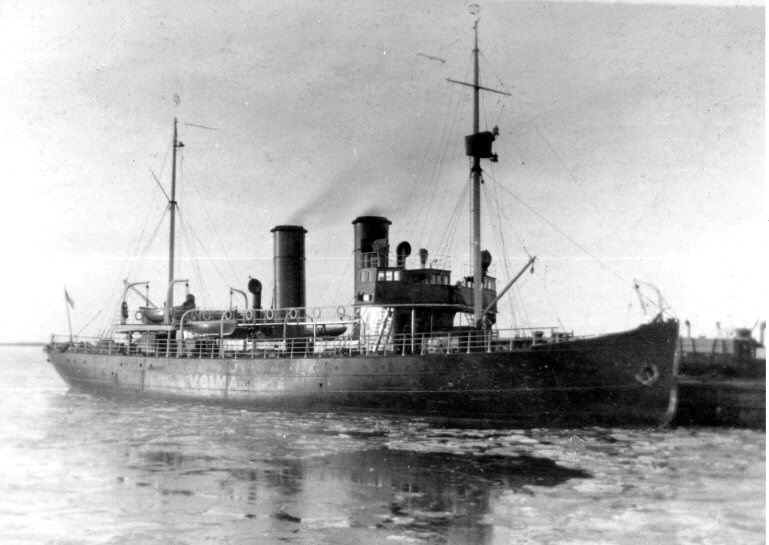
«Войма» (в 1945–1971 гг «Малыгин» )

#### Парусно-моторные шхуны
Для репараций финны предлагали построить суда по проектам которые они уже строили до войны, но СССР потребовал строить 3-х мачтовые деревянные суда, для постройки которых Финляндия не была готова. В декабре 1944г. был согласован план постройки 90 судов, после чего руководители проекта поняли, что для соблюдения графика постройки нужно создавать новую судоверфь и производство (Oy Laivateollisuus Ab). Проект судов был разработан Ярлом Линдбломом (фин. Jarl Lindblom).
Строительство развернулось на четырех верфях: F.W. Hollming в Раума, Aug. Eklof Ab в Порво, Valkon Laiva в Ловийса, но больше всего судов – 45 – было построено на новой верфи Laivateollisuus Ab в Турку, и последним из них стала немагнитная научно-исследовательская шхуна «Заря». Все парусники были переданы советским морякам и введены в эксплуатацию в период с 1946 по 1953 год. По первому кораблю серии «Академик Шокальский» (Н-01) шхуны всей серии также называются шхунами класса «Академик Шокальский».
Семнадцать судов были учебными, с парусным вооружением баркентины, для советского Военно-морского флота; остальные были грузовыми шхунами, 27 с гафельным вооружением, и 46 оснащенных бермудскими парусами.

Корабли первоначально использовались в основном в каботажных грузовых перевозках, а затем в качестве учебных кораблей. Несколько кораблей использовались в советских фильмах, где они предстали в роли исторических парусников.

Представители проекта
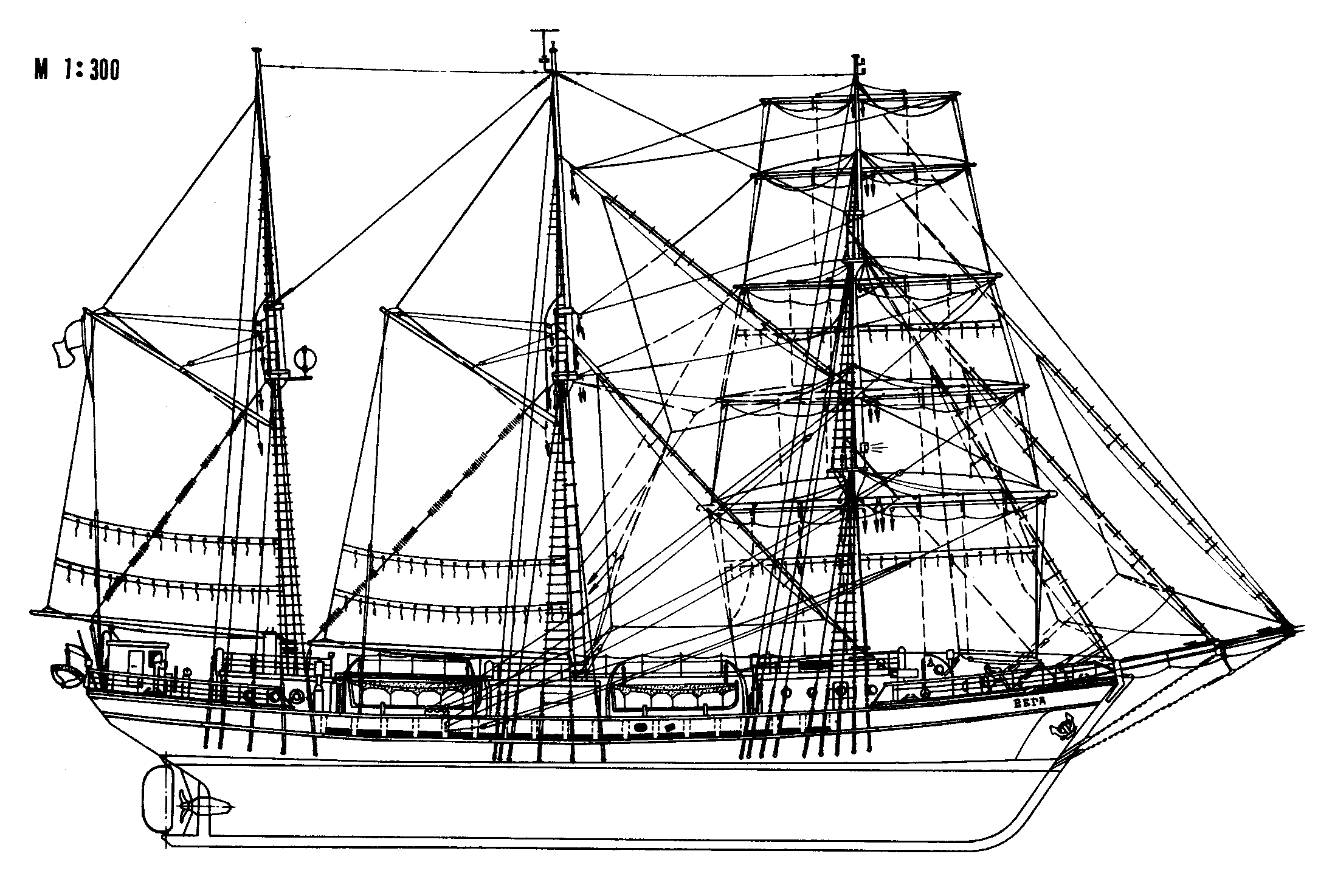
Учебная шхуна (баркентина) «Вега», чертёж
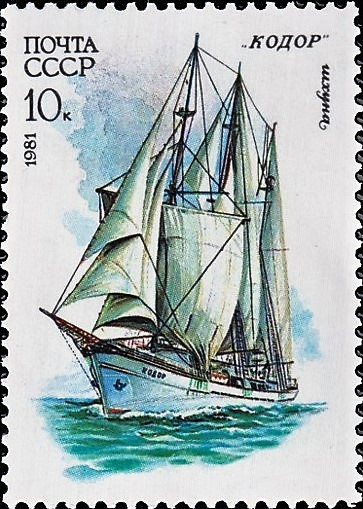
Почтовая марка СССР со шхуной «Кодор»
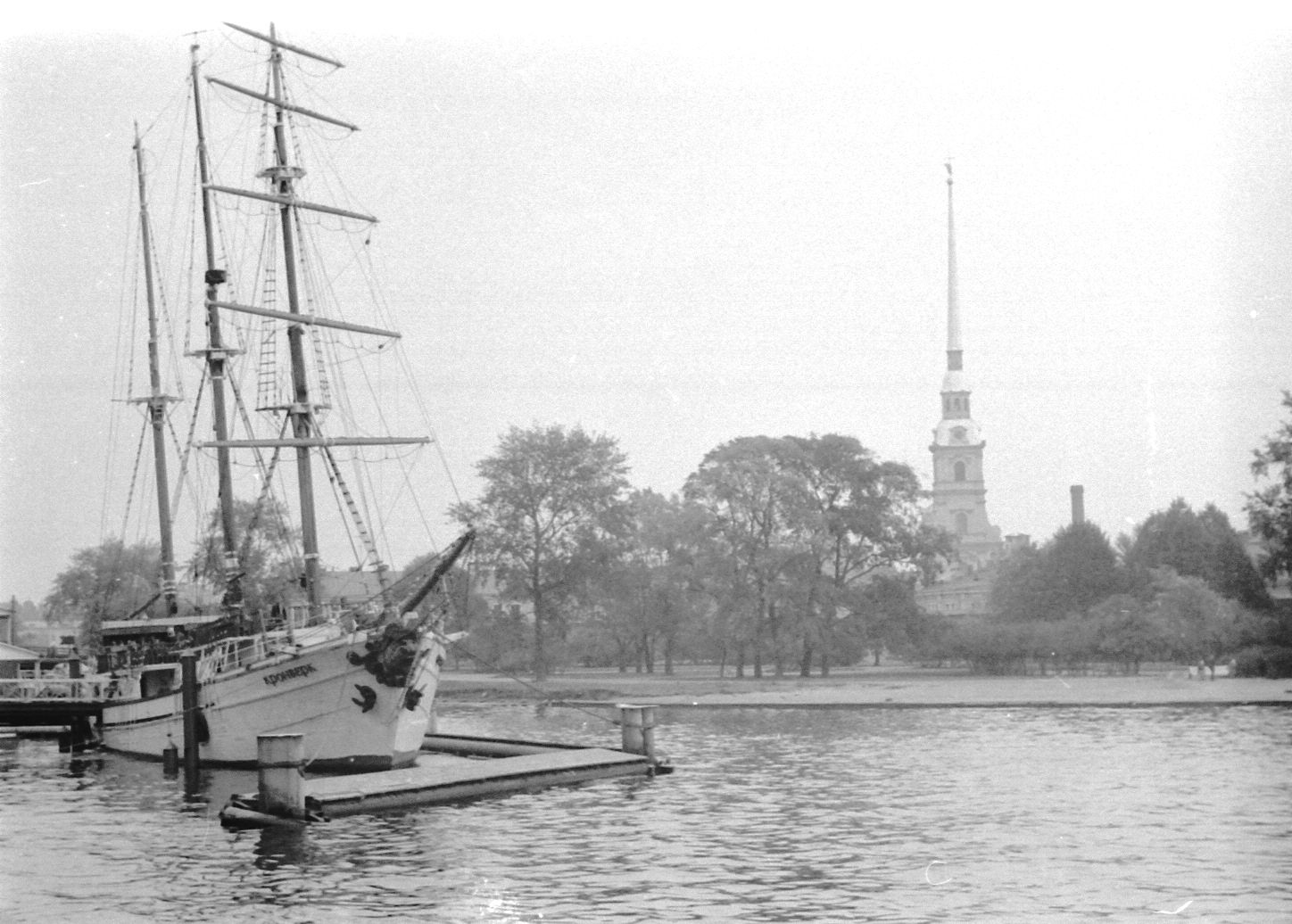
Баркентина «Сириус» в 1983 году
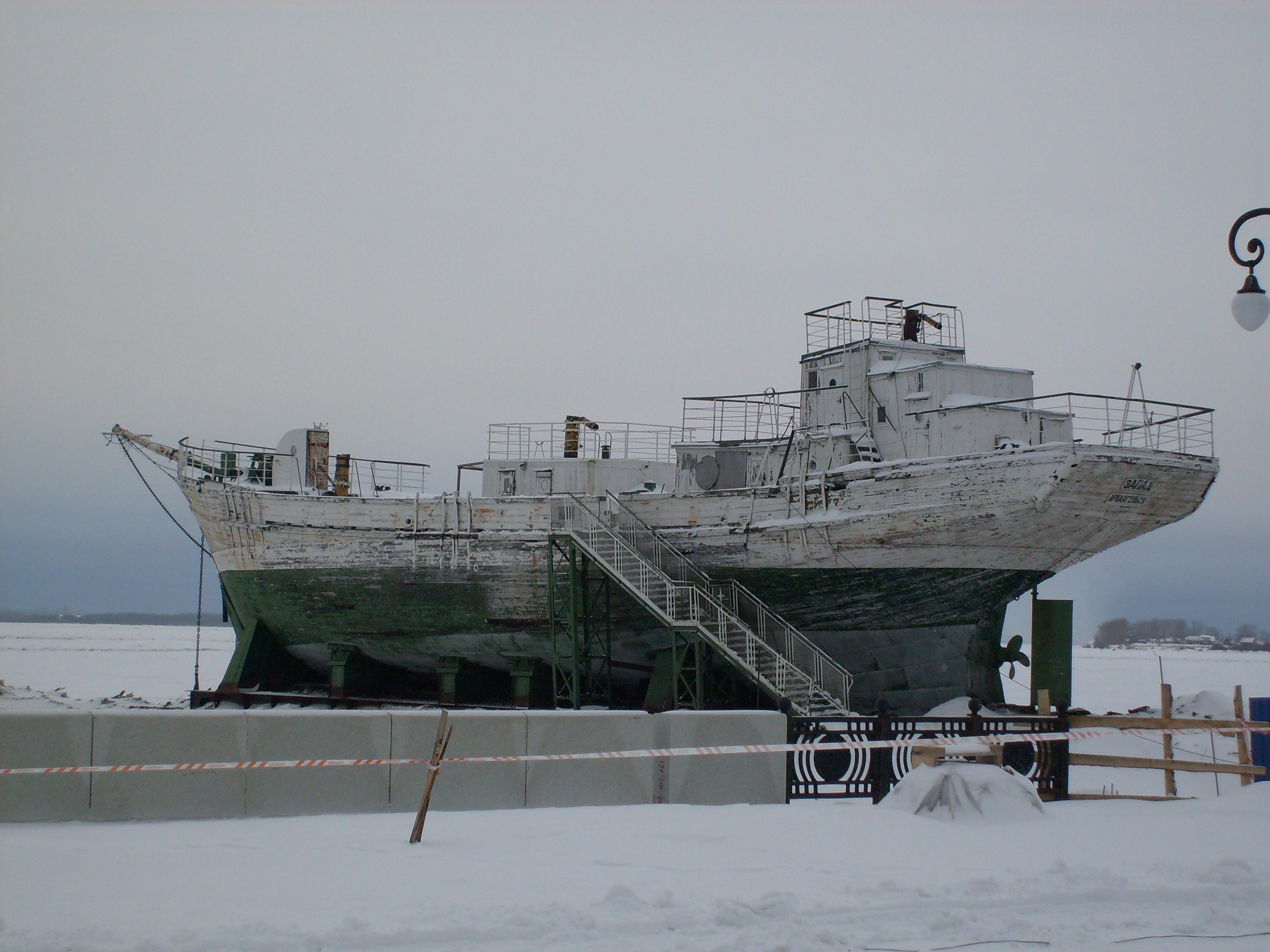
Шхуна «Запад» в 2009 (Архангельск), сгорела в 2016 году
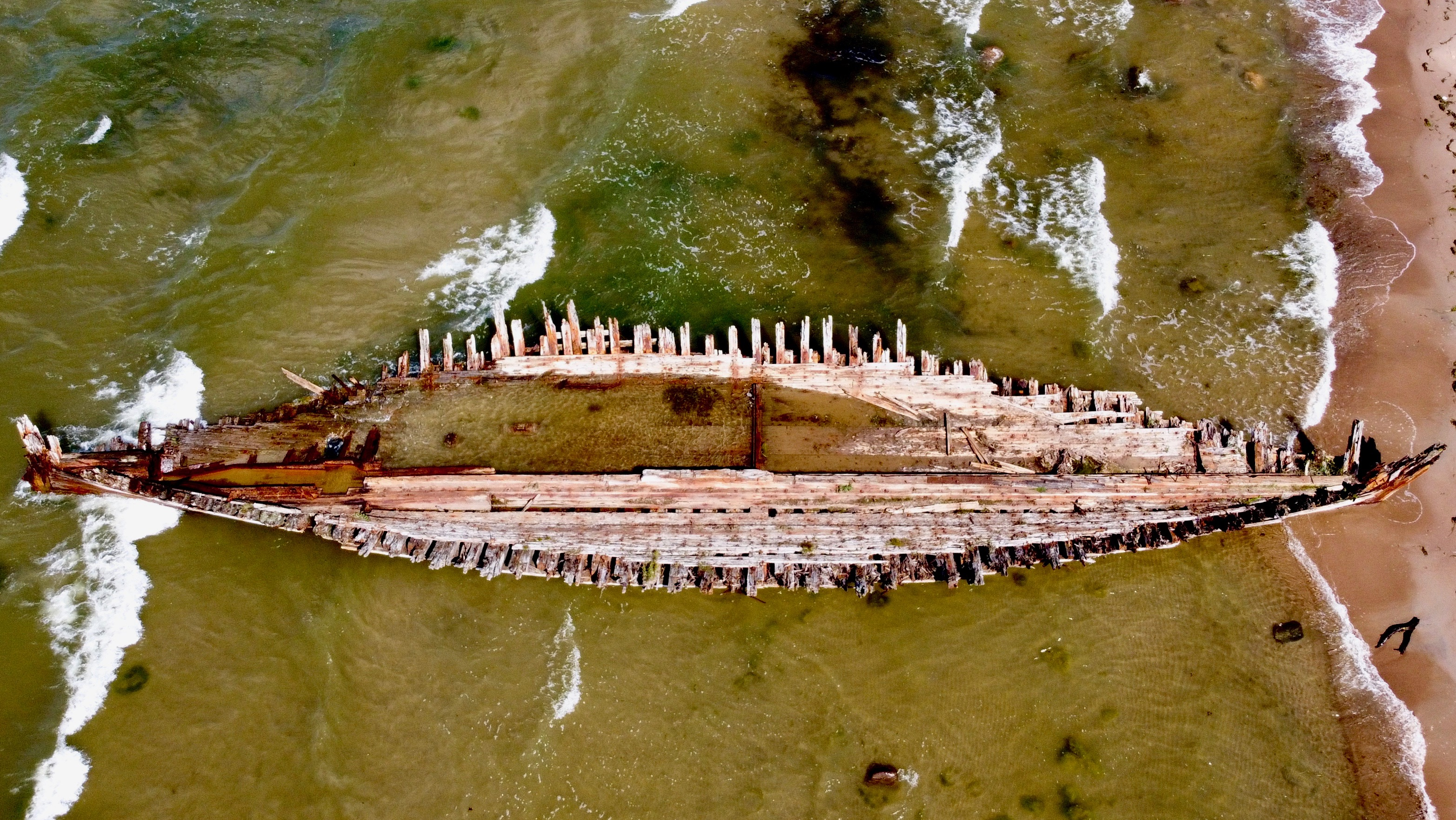
Остатки шхуны «Ракета» в 2022 году (город Локса, Эстония)